# Saint George (Nuevo Brunswick)
Saint George es una parroquia canadiense situada en la provincia de Nuevo Brunswick.

## Superficie
Saint George tiene una superficie de 500,05 km².

## Demografía
En 2021, tenía 2495 habitantes, una densidad poblacional de 5 hab./km², y 1224 viviendas.